# 奈迈什豪尼
奈迈什豪尼，是匈牙利维斯普雷姆州所辖的一个村，总面积10.50平方公里，总人口417，人口密度39.7人/平方公里（2010年1月1日）。